# Aragonés aragüesino
El aragonés aragüesino o simplemente aragüesino es una variedad dialectal del aragonés que se habla en el valle de Aragüés: municipios de Aragüés del Puerto y Jasa. Es parecido al cheso y está mejor conservado que el aisino.

## Morfología
- El sistema de artículos es lo, la, los, las como en cheso.
- El pasado indefinido tiene desinencias con -o como en tensino: pagomos (paguemos), cantoz (cantez). La tercera persona del plural es en -oron pero solo en la 1ª conjugación: cantorón, pero en la 2ª y la 3ª conjugación coexisten la forma chesa -ieron con la norma general -io(ro)n: salieron, partioron, riyeron, favoreción.
- En los verbos irregulares que presentan -i en la primera persona, se cambia esta -i en yo foi, pero no en yo vó.
- Existen, como en el Sobrarbe "perfectos fuertes": fízon, trújon.

Jean-Joseph Saroïhandy documentó el uso del verbo ser como verbo auxiliar de verbos intransitivos.

## Léxico
- Son palabras diferentes a las de Aísa, Esposa y Sinués (valle del Estarrún).
  - tabuzo, charga (barza en el Valle del Estarrún), argüella, betiello.